# Clarence Decatur Howe
Pour les articles homonymes, voir Decatur et Howe.
Clarence Decatur Howe (15 janvier 1886 - 31 décembre 1960) est un homme politique canadien. Dans les années 1940 et 1950 il était connu comme le « Ministre de Tout », ministre sans discontinuer de 1935 à 1957.

## Biographie
Howe naît à Waltham (Massachusetts), aux États-Unis, fait ses études en génie civil au Massachusetts Institute of Technology. Il émigre au Canada en 1903 pour enseigner à l'université Dalhousie à Halifax.
Riche chef d'entreprise en ingénierie, il est élu en 1935, au Parlement canadien comme député fédéral du Parti libéral du Canada pour Port Arthur (Ontario) et entre au conseil des ministres de Mackenzie King. Il devait perdre son siège aux élections de 1957.
Ministre des Chemins de fer et Canaux de Mackenzie King, en 1936, il participe à la création de Trans-Canada Airlines. Devenu ministre des Munitions et des Approvisionnements en 1940, il assure l'application du programme national de production durant la Seconde Guerre mondiale. En 1944, il prend la charge du ministère de la Reconstruction, puis celui du Commerce en 1948, peu avant la constitution du cabinet de Louis Saint-Laurent, qui le reconduit à ce poste jusqu'à la défaite des libéraux en 1957. De 1951 à cette date, il est également ministre de la production de défense.
Il est membre élu du Temple de la renommée des hommes d'affaires canadiens (Canadian Business Hall of Fame).

## Fonctions gouvernementales
16e conseil des ministres du Canada
- 1935-1936 : Ministre des Chemins de fer et Canaux
- 1935-1936 : Ministre de la Marine
- 1936-1940 : Ministre des Transports
- 1940-1945 : Ministre des Munitions et des Approvisionnements
- 1942 : Ministre des Transports (Intérim)
- 1944-1945 : Ministre de la Reconstruction
- 1946-1948 : Ministre de la Reconstruction et des Approvisionnements
- 1948 : Ministre du Commerce

17e conseil des ministres du Canada
- 1948-1957 : Ministre du Commerce
- 1951-1957 : Ministre de la Production de défense

## Archives
Il y a un fonds d'archives C. D. Howe à Bibliothèque et Archives Canada. 